# Chiếu đôi (cờ vua)
|   | a | b | c | d | e | f | g | h |   |
| 8 | g7 black king · e5 black pawn · f5 black pawn · d4 black queen · g3 white bishop · a2 black pawn · f1 white king · g1 white rook | g7 black king · e5 black pawn · f5 black pawn · d4 black queen · g3 white bishop · a2 black pawn · f1 white king · g1 white rook | g7 black king · e5 black pawn · f5 black pawn · d4 black queen · g3 white bishop · a2 black pawn · f1 white king · g1 white rook | g7 black king · e5 black pawn · f5 black pawn · d4 black queen · g3 white bishop · a2 black pawn · f1 white king · g1 white rook | g7 black king · e5 black pawn · f5 black pawn · d4 black queen · g3 white bishop · a2 black pawn · f1 white king · g1 white rook | g7 black king · e5 black pawn · f5 black pawn · d4 black queen · g3 white bishop · a2 black pawn · f1 white king · g1 white rook | g7 black king · e5 black pawn · f5 black pawn · d4 black queen · g3 white bishop · a2 black pawn · f1 white king · g1 white rook | g7 black king · e5 black pawn · f5 black pawn · d4 black queen · g3 white bishop · a2 black pawn · f1 white king · g1 white rook | 8 |
| 7 | g7 black king · e5 black pawn · f5 black pawn · d4 black queen · g3 white bishop · a2 black pawn · f1 white king · g1 white rook | g7 black king · e5 black pawn · f5 black pawn · d4 black queen · g3 white bishop · a2 black pawn · f1 white king · g1 white rook | g7 black king · e5 black pawn · f5 black pawn · d4 black queen · g3 white bishop · a2 black pawn · f1 white king · g1 white rook | g7 black king · e5 black pawn · f5 black pawn · d4 black queen · g3 white bishop · a2 black pawn · f1 white king · g1 white rook | g7 black king · e5 black pawn · f5 black pawn · d4 black queen · g3 white bishop · a2 black pawn · f1 white king · g1 white rook | g7 black king · e5 black pawn · f5 black pawn · d4 black queen · g3 white bishop · a2 black pawn · f1 white king · g1 white rook | g7 black king · e5 black pawn · f5 black pawn · d4 black queen · g3 white bishop · a2 black pawn · f1 white king · g1 white rook | g7 black king · e5 black pawn · f5 black pawn · d4 black queen · g3 white bishop · a2 black pawn · f1 white king · g1 white rook | 7 |
| 6 | g7 black king · e5 black pawn · f5 black pawn · d4 black queen · g3 white bishop · a2 black pawn · f1 white king · g1 white rook | g7 black king · e5 black pawn · f5 black pawn · d4 black queen · g3 white bishop · a2 black pawn · f1 white king · g1 white rook | g7 black king · e5 black pawn · f5 black pawn · d4 black queen · g3 white bishop · a2 black pawn · f1 white king · g1 white rook | g7 black king · e5 black pawn · f5 black pawn · d4 black queen · g3 white bishop · a2 black pawn · f1 white king · g1 white rook | g7 black king · e5 black pawn · f5 black pawn · d4 black queen · g3 white bishop · a2 black pawn · f1 white king · g1 white rook | g7 black king · e5 black pawn · f5 black pawn · d4 black queen · g3 white bishop · a2 black pawn · f1 white king · g1 white rook | g7 black king · e5 black pawn · f5 black pawn · d4 black queen · g3 white bishop · a2 black pawn · f1 white king · g1 white rook | g7 black king · e5 black pawn · f5 black pawn · d4 black queen · g3 white bishop · a2 black pawn · f1 white king · g1 white rook | 6 |
| 5 | g7 black king · e5 black pawn · f5 black pawn · d4 black queen · g3 white bishop · a2 black pawn · f1 white king · g1 white rook | g7 black king · e5 black pawn · f5 black pawn · d4 black queen · g3 white bishop · a2 black pawn · f1 white king · g1 white rook | g7 black king · e5 black pawn · f5 black pawn · d4 black queen · g3 white bishop · a2 black pawn · f1 white king · g1 white rook | g7 black king · e5 black pawn · f5 black pawn · d4 black queen · g3 white bishop · a2 black pawn · f1 white king · g1 white rook | g7 black king · e5 black pawn · f5 black pawn · d4 black queen · g3 white bishop · a2 black pawn · f1 white king · g1 white rook | g7 black king · e5 black pawn · f5 black pawn · d4 black queen · g3 white bishop · a2 black pawn · f1 white king · g1 white rook | g7 black king · e5 black pawn · f5 black pawn · d4 black queen · g3 white bishop · a2 black pawn · f1 white king · g1 white rook | g7 black king · e5 black pawn · f5 black pawn · d4 black queen · g3 white bishop · a2 black pawn · f1 white king · g1 white rook | 5 |
| 4 | g7 black king · e5 black pawn · f5 black pawn · d4 black queen · g3 white bishop · a2 black pawn · f1 white king · g1 white rook | g7 black king · e5 black pawn · f5 black pawn · d4 black queen · g3 white bishop · a2 black pawn · f1 white king · g1 white rook | g7 black king · e5 black pawn · f5 black pawn · d4 black queen · g3 white bishop · a2 black pawn · f1 white king · g1 white rook | g7 black king · e5 black pawn · f5 black pawn · d4 black queen · g3 white bishop · a2 black pawn · f1 white king · g1 white rook | g7 black king · e5 black pawn · f5 black pawn · d4 black queen · g3 white bishop · a2 black pawn · f1 white king · g1 white rook | g7 black king · e5 black pawn · f5 black pawn · d4 black queen · g3 white bishop · a2 black pawn · f1 white king · g1 white rook | g7 black king · e5 black pawn · f5 black pawn · d4 black queen · g3 white bishop · a2 black pawn · f1 white king · g1 white rook | g7 black king · e5 black pawn · f5 black pawn · d4 black queen · g3 white bishop · a2 black pawn · f1 white king · g1 white rook | 4 |
| 3 | g7 black king · e5 black pawn · f5 black pawn · d4 black queen · g3 white bishop · a2 black pawn · f1 white king · g1 white rook | g7 black king · e5 black pawn · f5 black pawn · d4 black queen · g3 white bishop · a2 black pawn · f1 white king · g1 white rook | g7 black king · e5 black pawn · f5 black pawn · d4 black queen · g3 white bishop · a2 black pawn · f1 white king · g1 white rook | g7 black king · e5 black pawn · f5 black pawn · d4 black queen · g3 white bishop · a2 black pawn · f1 white king · g1 white rook | g7 black king · e5 black pawn · f5 black pawn · d4 black queen · g3 white bishop · a2 black pawn · f1 white king · g1 white rook | g7 black king · e5 black pawn · f5 black pawn · d4 black queen · g3 white bishop · a2 black pawn · f1 white king · g1 white rook | g7 black king · e5 black pawn · f5 black pawn · d4 black queen · g3 white bishop · a2 black pawn · f1 white king · g1 white rook | g7 black king · e5 black pawn · f5 black pawn · d4 black queen · g3 white bishop · a2 black pawn · f1 white king · g1 white rook | 3 |
| 2 | g7 black king · e5 black pawn · f5 black pawn · d4 black queen · g3 white bishop · a2 black pawn · f1 white king · g1 white rook | g7 black king · e5 black pawn · f5 black pawn · d4 black queen · g3 white bishop · a2 black pawn · f1 white king · g1 white rook | g7 black king · e5 black pawn · f5 black pawn · d4 black queen · g3 white bishop · a2 black pawn · f1 white king · g1 white rook | g7 black king · e5 black pawn · f5 black pawn · d4 black queen · g3 white bishop · a2 black pawn · f1 white king · g1 white rook | g7 black king · e5 black pawn · f5 black pawn · d4 black queen · g3 white bishop · a2 black pawn · f1 white king · g1 white rook | g7 black king · e5 black pawn · f5 black pawn · d4 black queen · g3 white bishop · a2 black pawn · f1 white king · g1 white rook | g7 black king · e5 black pawn · f5 black pawn · d4 black queen · g3 white bishop · a2 black pawn · f1 white king · g1 white rook | g7 black king · e5 black pawn · f5 black pawn · d4 black queen · g3 white bishop · a2 black pawn · f1 white king · g1 white rook | 2 |
| 1 | g7 black king · e5 black pawn · f5 black pawn · d4 black queen · g3 white bishop · a2 black pawn · f1 white king · g1 white rook | g7 black king · e5 black pawn · f5 black pawn · d4 black queen · g3 white bishop · a2 black pawn · f1 white king · g1 white rook | g7 black king · e5 black pawn · f5 black pawn · d4 black queen · g3 white bishop · a2 black pawn · f1 white king · g1 white rook | g7 black king · e5 black pawn · f5 black pawn · d4 black queen · g3 white bishop · a2 black pawn · f1 white king · g1 white rook | g7 black king · e5 black pawn · f5 black pawn · d4 black queen · g3 white bishop · a2 black pawn · f1 white king · g1 white rook | g7 black king · e5 black pawn · f5 black pawn · d4 black queen · g3 white bishop · a2 black pawn · f1 white king · g1 white rook | g7 black king · e5 black pawn · f5 black pawn · d4 black queen · g3 white bishop · a2 black pawn · f1 white king · g1 white rook | g7 black king · e5 black pawn · f5 black pawn · d4 black queen · g3 white bishop · a2 black pawn · f1 white king · g1 white rook | 1 |
|   | a | b | c | d | e | f | g | h |   |

Trong cờ vua và các trò chơi liên quan khác, chiếu đôi là hai quân cờ đều chiếu vua đối phương cùng 1 lúc. Trong ký hiệu cờ vua, nó hầu như luôn được ký hiệu theo cùng một cách với chiếu thông thường ("+"), nhưng đôi khi được ký hiệu bằng "++".

## Ví dụ
Hình thức chiếu đôi phổ biến nhất liên quan đến việc một quân cờ di chuyển để chiếu vua và đồng thời để tung đòn chiếu mở từ một quân cờ. Chiếu đôi buộc đối phương phải di chuyển quân vua, vì cả hai quân cờ đang chiếu vua không thể bị bắt hoặc bị chặn cùng một lúc. Trong một số trường hợp, vua có thể bắt được một quân cờ và thoát khỏi quân cờ kia chỉ trong một lần di chuyển.

### Ví dụ trong ván cờ
|   | a | b | c | d | e | f | g | h |   |
| 8 | a8 black rook · b8 black knight · c8 black bishop · e8 black king · f8 black bishop · h8 black rook · a7 black pawn · b7 black pawn · f7 black pawn · g7 black pawn · h7 black pawn · c6 black pawn · e5 black queen · e4 black knight · d3 white queen · a2 white pawn · b2 white pawn · c2 white pawn · d2 white bishop · f2 white pawn · g2 white pawn · h2 white pawn · c1 white king · d1 white rook · f1 white bishop · g1 white knight · h1 white rook | a8 black rook · b8 black knight · c8 black bishop · e8 black king · f8 black bishop · h8 black rook · a7 black pawn · b7 black pawn · f7 black pawn · g7 black pawn · h7 black pawn · c6 black pawn · e5 black queen · e4 black knight · d3 white queen · a2 white pawn · b2 white pawn · c2 white pawn · d2 white bishop · f2 white pawn · g2 white pawn · h2 white pawn · c1 white king · d1 white rook · f1 white bishop · g1 white knight · h1 white rook | a8 black rook · b8 black knight · c8 black bishop · e8 black king · f8 black bishop · h8 black rook · a7 black pawn · b7 black pawn · f7 black pawn · g7 black pawn · h7 black pawn · c6 black pawn · e5 black queen · e4 black knight · d3 white queen · a2 white pawn · b2 white pawn · c2 white pawn · d2 white bishop · f2 white pawn · g2 white pawn · h2 white pawn · c1 white king · d1 white rook · f1 white bishop · g1 white knight · h1 white rook | a8 black rook · b8 black knight · c8 black bishop · e8 black king · f8 black bishop · h8 black rook · a7 black pawn · b7 black pawn · f7 black pawn · g7 black pawn · h7 black pawn · c6 black pawn · e5 black queen · e4 black knight · d3 white queen · a2 white pawn · b2 white pawn · c2 white pawn · d2 white bishop · f2 white pawn · g2 white pawn · h2 white pawn · c1 white king · d1 white rook · f1 white bishop · g1 white knight · h1 white rook | a8 black rook · b8 black knight · c8 black bishop · e8 black king · f8 black bishop · h8 black rook · a7 black pawn · b7 black pawn · f7 black pawn · g7 black pawn · h7 black pawn · c6 black pawn · e5 black queen · e4 black knight · d3 white queen · a2 white pawn · b2 white pawn · c2 white pawn · d2 white bishop · f2 white pawn · g2 white pawn · h2 white pawn · c1 white king · d1 white rook · f1 white bishop · g1 white knight · h1 white rook | a8 black rook · b8 black knight · c8 black bishop · e8 black king · f8 black bishop · h8 black rook · a7 black pawn · b7 black pawn · f7 black pawn · g7 black pawn · h7 black pawn · c6 black pawn · e5 black queen · e4 black knight · d3 white queen · a2 white pawn · b2 white pawn · c2 white pawn · d2 white bishop · f2 white pawn · g2 white pawn · h2 white pawn · c1 white king · d1 white rook · f1 white bishop · g1 white knight · h1 white rook | a8 black rook · b8 black knight · c8 black bishop · e8 black king · f8 black bishop · h8 black rook · a7 black pawn · b7 black pawn · f7 black pawn · g7 black pawn · h7 black pawn · c6 black pawn · e5 black queen · e4 black knight · d3 white queen · a2 white pawn · b2 white pawn · c2 white pawn · d2 white bishop · f2 white pawn · g2 white pawn · h2 white pawn · c1 white king · d1 white rook · f1 white bishop · g1 white knight · h1 white rook | a8 black rook · b8 black knight · c8 black bishop · e8 black king · f8 black bishop · h8 black rook · a7 black pawn · b7 black pawn · f7 black pawn · g7 black pawn · h7 black pawn · c6 black pawn · e5 black queen · e4 black knight · d3 white queen · a2 white pawn · b2 white pawn · c2 white pawn · d2 white bishop · f2 white pawn · g2 white pawn · h2 white pawn · c1 white king · d1 white rook · f1 white bishop · g1 white knight · h1 white rook | 8 |
| 7 | a8 black rook · b8 black knight · c8 black bishop · e8 black king · f8 black bishop · h8 black rook · a7 black pawn · b7 black pawn · f7 black pawn · g7 black pawn · h7 black pawn · c6 black pawn · e5 black queen · e4 black knight · d3 white queen · a2 white pawn · b2 white pawn · c2 white pawn · d2 white bishop · f2 white pawn · g2 white pawn · h2 white pawn · c1 white king · d1 white rook · f1 white bishop · g1 white knight · h1 white rook | a8 black rook · b8 black knight · c8 black bishop · e8 black king · f8 black bishop · h8 black rook · a7 black pawn · b7 black pawn · f7 black pawn · g7 black pawn · h7 black pawn · c6 black pawn · e5 black queen · e4 black knight · d3 white queen · a2 white pawn · b2 white pawn · c2 white pawn · d2 white bishop · f2 white pawn · g2 white pawn · h2 white pawn · c1 white king · d1 white rook · f1 white bishop · g1 white knight · h1 white rook | a8 black rook · b8 black knight · c8 black bishop · e8 black king · f8 black bishop · h8 black rook · a7 black pawn · b7 black pawn · f7 black pawn · g7 black pawn · h7 black pawn · c6 black pawn · e5 black queen · e4 black knight · d3 white queen · a2 white pawn · b2 white pawn · c2 white pawn · d2 white bishop · f2 white pawn · g2 white pawn · h2 white pawn · c1 white king · d1 white rook · f1 white bishop · g1 white knight · h1 white rook | a8 black rook · b8 black knight · c8 black bishop · e8 black king · f8 black bishop · h8 black rook · a7 black pawn · b7 black pawn · f7 black pawn · g7 black pawn · h7 black pawn · c6 black pawn · e5 black queen · e4 black knight · d3 white queen · a2 white pawn · b2 white pawn · c2 white pawn · d2 white bishop · f2 white pawn · g2 white pawn · h2 white pawn · c1 white king · d1 white rook · f1 white bishop · g1 white knight · h1 white rook | a8 black rook · b8 black knight · c8 black bishop · e8 black king · f8 black bishop · h8 black rook · a7 black pawn · b7 black pawn · f7 black pawn · g7 black pawn · h7 black pawn · c6 black pawn · e5 black queen · e4 black knight · d3 white queen · a2 white pawn · b2 white pawn · c2 white pawn · d2 white bishop · f2 white pawn · g2 white pawn · h2 white pawn · c1 white king · d1 white rook · f1 white bishop · g1 white knight · h1 white rook | a8 black rook · b8 black knight · c8 black bishop · e8 black king · f8 black bishop · h8 black rook · a7 black pawn · b7 black pawn · f7 black pawn · g7 black pawn · h7 black pawn · c6 black pawn · e5 black queen · e4 black knight · d3 white queen · a2 white pawn · b2 white pawn · c2 white pawn · d2 white bishop · f2 white pawn · g2 white pawn · h2 white pawn · c1 white king · d1 white rook · f1 white bishop · g1 white knight · h1 white rook | a8 black rook · b8 black knight · c8 black bishop · e8 black king · f8 black bishop · h8 black rook · a7 black pawn · b7 black pawn · f7 black pawn · g7 black pawn · h7 black pawn · c6 black pawn · e5 black queen · e4 black knight · d3 white queen · a2 white pawn · b2 white pawn · c2 white pawn · d2 white bishop · f2 white pawn · g2 white pawn · h2 white pawn · c1 white king · d1 white rook · f1 white bishop · g1 white knight · h1 white rook | a8 black rook · b8 black knight · c8 black bishop · e8 black king · f8 black bishop · h8 black rook · a7 black pawn · b7 black pawn · f7 black pawn · g7 black pawn · h7 black pawn · c6 black pawn · e5 black queen · e4 black knight · d3 white queen · a2 white pawn · b2 white pawn · c2 white pawn · d2 white bishop · f2 white pawn · g2 white pawn · h2 white pawn · c1 white king · d1 white rook · f1 white bishop · g1 white knight · h1 white rook | 7 |
| 6 | a8 black rook · b8 black knight · c8 black bishop · e8 black king · f8 black bishop · h8 black rook · a7 black pawn · b7 black pawn · f7 black pawn · g7 black pawn · h7 black pawn · c6 black pawn · e5 black queen · e4 black knight · d3 white queen · a2 white pawn · b2 white pawn · c2 white pawn · d2 white bishop · f2 white pawn · g2 white pawn · h2 white pawn · c1 white king · d1 white rook · f1 white bishop · g1 white knight · h1 white rook | a8 black rook · b8 black knight · c8 black bishop · e8 black king · f8 black bishop · h8 black rook · a7 black pawn · b7 black pawn · f7 black pawn · g7 black pawn · h7 black pawn · c6 black pawn · e5 black queen · e4 black knight · d3 white queen · a2 white pawn · b2 white pawn · c2 white pawn · d2 white bishop · f2 white pawn · g2 white pawn · h2 white pawn · c1 white king · d1 white rook · f1 white bishop · g1 white knight · h1 white rook | a8 black rook · b8 black knight · c8 black bishop · e8 black king · f8 black bishop · h8 black rook · a7 black pawn · b7 black pawn · f7 black pawn · g7 black pawn · h7 black pawn · c6 black pawn · e5 black queen · e4 black knight · d3 white queen · a2 white pawn · b2 white pawn · c2 white pawn · d2 white bishop · f2 white pawn · g2 white pawn · h2 white pawn · c1 white king · d1 white rook · f1 white bishop · g1 white knight · h1 white rook | a8 black rook · b8 black knight · c8 black bishop · e8 black king · f8 black bishop · h8 black rook · a7 black pawn · b7 black pawn · f7 black pawn · g7 black pawn · h7 black pawn · c6 black pawn · e5 black queen · e4 black knight · d3 white queen · a2 white pawn · b2 white pawn · c2 white pawn · d2 white bishop · f2 white pawn · g2 white pawn · h2 white pawn · c1 white king · d1 white rook · f1 white bishop · g1 white knight · h1 white rook | a8 black rook · b8 black knight · c8 black bishop · e8 black king · f8 black bishop · h8 black rook · a7 black pawn · b7 black pawn · f7 black pawn · g7 black pawn · h7 black pawn · c6 black pawn · e5 black queen · e4 black knight · d3 white queen · a2 white pawn · b2 white pawn · c2 white pawn · d2 white bishop · f2 white pawn · g2 white pawn · h2 white pawn · c1 white king · d1 white rook · f1 white bishop · g1 white knight · h1 white rook | a8 black rook · b8 black knight · c8 black bishop · e8 black king · f8 black bishop · h8 black rook · a7 black pawn · b7 black pawn · f7 black pawn · g7 black pawn · h7 black pawn · c6 black pawn · e5 black queen · e4 black knight · d3 white queen · a2 white pawn · b2 white pawn · c2 white pawn · d2 white bishop · f2 white pawn · g2 white pawn · h2 white pawn · c1 white king · d1 white rook · f1 white bishop · g1 white knight · h1 white rook | a8 black rook · b8 black knight · c8 black bishop · e8 black king · f8 black bishop · h8 black rook · a7 black pawn · b7 black pawn · f7 black pawn · g7 black pawn · h7 black pawn · c6 black pawn · e5 black queen · e4 black knight · d3 white queen · a2 white pawn · b2 white pawn · c2 white pawn · d2 white bishop · f2 white pawn · g2 white pawn · h2 white pawn · c1 white king · d1 white rook · f1 white bishop · g1 white knight · h1 white rook | a8 black rook · b8 black knight · c8 black bishop · e8 black king · f8 black bishop · h8 black rook · a7 black pawn · b7 black pawn · f7 black pawn · g7 black pawn · h7 black pawn · c6 black pawn · e5 black queen · e4 black knight · d3 white queen · a2 white pawn · b2 white pawn · c2 white pawn · d2 white bishop · f2 white pawn · g2 white pawn · h2 white pawn · c1 white king · d1 white rook · f1 white bishop · g1 white knight · h1 white rook | 6 |
| 5 | a8 black rook · b8 black knight · c8 black bishop · e8 black king · f8 black bishop · h8 black rook · a7 black pawn · b7 black pawn · f7 black pawn · g7 black pawn · h7 black pawn · c6 black pawn · e5 black queen · e4 black knight · d3 white queen · a2 white pawn · b2 white pawn · c2 white pawn · d2 white bishop · f2 white pawn · g2 white pawn · h2 white pawn · c1 white king · d1 white rook · f1 white bishop · g1 white knight · h1 white rook | a8 black rook · b8 black knight · c8 black bishop · e8 black king · f8 black bishop · h8 black rook · a7 black pawn · b7 black pawn · f7 black pawn · g7 black pawn · h7 black pawn · c6 black pawn · e5 black queen · e4 black knight · d3 white queen · a2 white pawn · b2 white pawn · c2 white pawn · d2 white bishop · f2 white pawn · g2 white pawn · h2 white pawn · c1 white king · d1 white rook · f1 white bishop · g1 white knight · h1 white rook | a8 black rook · b8 black knight · c8 black bishop · e8 black king · f8 black bishop · h8 black rook · a7 black pawn · b7 black pawn · f7 black pawn · g7 black pawn · h7 black pawn · c6 black pawn · e5 black queen · e4 black knight · d3 white queen · a2 white pawn · b2 white pawn · c2 white pawn · d2 white bishop · f2 white pawn · g2 white pawn · h2 white pawn · c1 white king · d1 white rook · f1 white bishop · g1 white knight · h1 white rook | a8 black rook · b8 black knight · c8 black bishop · e8 black king · f8 black bishop · h8 black rook · a7 black pawn · b7 black pawn · f7 black pawn · g7 black pawn · h7 black pawn · c6 black pawn · e5 black queen · e4 black knight · d3 white queen · a2 white pawn · b2 white pawn · c2 white pawn · d2 white bishop · f2 white pawn · g2 white pawn · h2 white pawn · c1 white king · d1 white rook · f1 white bishop · g1 white knight · h1 white rook | a8 black rook · b8 black knight · c8 black bishop · e8 black king · f8 black bishop · h8 black rook · a7 black pawn · b7 black pawn · f7 black pawn · g7 black pawn · h7 black pawn · c6 black pawn · e5 black queen · e4 black knight · d3 white queen · a2 white pawn · b2 white pawn · c2 white pawn · d2 white bishop · f2 white pawn · g2 white pawn · h2 white pawn · c1 white king · d1 white rook · f1 white bishop · g1 white knight · h1 white rook | a8 black rook · b8 black knight · c8 black bishop · e8 black king · f8 black bishop · h8 black rook · a7 black pawn · b7 black pawn · f7 black pawn · g7 black pawn · h7 black pawn · c6 black pawn · e5 black queen · e4 black knight · d3 white queen · a2 white pawn · b2 white pawn · c2 white pawn · d2 white bishop · f2 white pawn · g2 white pawn · h2 white pawn · c1 white king · d1 white rook · f1 white bishop · g1 white knight · h1 white rook | a8 black rook · b8 black knight · c8 black bishop · e8 black king · f8 black bishop · h8 black rook · a7 black pawn · b7 black pawn · f7 black pawn · g7 black pawn · h7 black pawn · c6 black pawn · e5 black queen · e4 black knight · d3 white queen · a2 white pawn · b2 white pawn · c2 white pawn · d2 white bishop · f2 white pawn · g2 white pawn · h2 white pawn · c1 white king · d1 white rook · f1 white bishop · g1 white knight · h1 white rook | a8 black rook · b8 black knight · c8 black bishop · e8 black king · f8 black bishop · h8 black rook · a7 black pawn · b7 black pawn · f7 black pawn · g7 black pawn · h7 black pawn · c6 black pawn · e5 black queen · e4 black knight · d3 white queen · a2 white pawn · b2 white pawn · c2 white pawn · d2 white bishop · f2 white pawn · g2 white pawn · h2 white pawn · c1 white king · d1 white rook · f1 white bishop · g1 white knight · h1 white rook | 5 |
| 4 | a8 black rook · b8 black knight · c8 black bishop · e8 black king · f8 black bishop · h8 black rook · a7 black pawn · b7 black pawn · f7 black pawn · g7 black pawn · h7 black pawn · c6 black pawn · e5 black queen · e4 black knight · d3 white queen · a2 white pawn · b2 white pawn · c2 white pawn · d2 white bishop · f2 white pawn · g2 white pawn · h2 white pawn · c1 white king · d1 white rook · f1 white bishop · g1 white knight · h1 white rook | a8 black rook · b8 black knight · c8 black bishop · e8 black king · f8 black bishop · h8 black rook · a7 black pawn · b7 black pawn · f7 black pawn · g7 black pawn · h7 black pawn · c6 black pawn · e5 black queen · e4 black knight · d3 white queen · a2 white pawn · b2 white pawn · c2 white pawn · d2 white bishop · f2 white pawn · g2 white pawn · h2 white pawn · c1 white king · d1 white rook · f1 white bishop · g1 white knight · h1 white rook | a8 black rook · b8 black knight · c8 black bishop · e8 black king · f8 black bishop · h8 black rook · a7 black pawn · b7 black pawn · f7 black pawn · g7 black pawn · h7 black pawn · c6 black pawn · e5 black queen · e4 black knight · d3 white queen · a2 white pawn · b2 white pawn · c2 white pawn · d2 white bishop · f2 white pawn · g2 white pawn · h2 white pawn · c1 white king · d1 white rook · f1 white bishop · g1 white knight · h1 white rook | a8 black rook · b8 black knight · c8 black bishop · e8 black king · f8 black bishop · h8 black rook · a7 black pawn · b7 black pawn · f7 black pawn · g7 black pawn · h7 black pawn · c6 black pawn · e5 black queen · e4 black knight · d3 white queen · a2 white pawn · b2 white pawn · c2 white pawn · d2 white bishop · f2 white pawn · g2 white pawn · h2 white pawn · c1 white king · d1 white rook · f1 white bishop · g1 white knight · h1 white rook | a8 black rook · b8 black knight · c8 black bishop · e8 black king · f8 black bishop · h8 black rook · a7 black pawn · b7 black pawn · f7 black pawn · g7 black pawn · h7 black pawn · c6 black pawn · e5 black queen · e4 black knight · d3 white queen · a2 white pawn · b2 white pawn · c2 white pawn · d2 white bishop · f2 white pawn · g2 white pawn · h2 white pawn · c1 white king · d1 white rook · f1 white bishop · g1 white knight · h1 white rook | a8 black rook · b8 black knight · c8 black bishop · e8 black king · f8 black bishop · h8 black rook · a7 black pawn · b7 black pawn · f7 black pawn · g7 black pawn · h7 black pawn · c6 black pawn · e5 black queen · e4 black knight · d3 white queen · a2 white pawn · b2 white pawn · c2 white pawn · d2 white bishop · f2 white pawn · g2 white pawn · h2 white pawn · c1 white king · d1 white rook · f1 white bishop · g1 white knight · h1 white rook | a8 black rook · b8 black knight · c8 black bishop · e8 black king · f8 black bishop · h8 black rook · a7 black pawn · b7 black pawn · f7 black pawn · g7 black pawn · h7 black pawn · c6 black pawn · e5 black queen · e4 black knight · d3 white queen · a2 white pawn · b2 white pawn · c2 white pawn · d2 white bishop · f2 white pawn · g2 white pawn · h2 white pawn · c1 white king · d1 white rook · f1 white bishop · g1 white knight · h1 white rook | a8 black rook · b8 black knight · c8 black bishop · e8 black king · f8 black bishop · h8 black rook · a7 black pawn · b7 black pawn · f7 black pawn · g7 black pawn · h7 black pawn · c6 black pawn · e5 black queen · e4 black knight · d3 white queen · a2 white pawn · b2 white pawn · c2 white pawn · d2 white bishop · f2 white pawn · g2 white pawn · h2 white pawn · c1 white king · d1 white rook · f1 white bishop · g1 white knight · h1 white rook | 4 |
| 3 | a8 black rook · b8 black knight · c8 black bishop · e8 black king · f8 black bishop · h8 black rook · a7 black pawn · b7 black pawn · f7 black pawn · g7 black pawn · h7 black pawn · c6 black pawn · e5 black queen · e4 black knight · d3 white queen · a2 white pawn · b2 white pawn · c2 white pawn · d2 white bishop · f2 white pawn · g2 white pawn · h2 white pawn · c1 white king · d1 white rook · f1 white bishop · g1 white knight · h1 white rook | a8 black rook · b8 black knight · c8 black bishop · e8 black king · f8 black bishop · h8 black rook · a7 black pawn · b7 black pawn · f7 black pawn · g7 black pawn · h7 black pawn · c6 black pawn · e5 black queen · e4 black knight · d3 white queen · a2 white pawn · b2 white pawn · c2 white pawn · d2 white bishop · f2 white pawn · g2 white pawn · h2 white pawn · c1 white king · d1 white rook · f1 white bishop · g1 white knight · h1 white rook | a8 black rook · b8 black knight · c8 black bishop · e8 black king · f8 black bishop · h8 black rook · a7 black pawn · b7 black pawn · f7 black pawn · g7 black pawn · h7 black pawn · c6 black pawn · e5 black queen · e4 black knight · d3 white queen · a2 white pawn · b2 white pawn · c2 white pawn · d2 white bishop · f2 white pawn · g2 white pawn · h2 white pawn · c1 white king · d1 white rook · f1 white bishop · g1 white knight · h1 white rook | a8 black rook · b8 black knight · c8 black bishop · e8 black king · f8 black bishop · h8 black rook · a7 black pawn · b7 black pawn · f7 black pawn · g7 black pawn · h7 black pawn · c6 black pawn · e5 black queen · e4 black knight · d3 white queen · a2 white pawn · b2 white pawn · c2 white pawn · d2 white bishop · f2 white pawn · g2 white pawn · h2 white pawn · c1 white king · d1 white rook · f1 white bishop · g1 white knight · h1 white rook | a8 black rook · b8 black knight · c8 black bishop · e8 black king · f8 black bishop · h8 black rook · a7 black pawn · b7 black pawn · f7 black pawn · g7 black pawn · h7 black pawn · c6 black pawn · e5 black queen · e4 black knight · d3 white queen · a2 white pawn · b2 white pawn · c2 white pawn · d2 white bishop · f2 white pawn · g2 white pawn · h2 white pawn · c1 white king · d1 white rook · f1 white bishop · g1 white knight · h1 white rook | a8 black rook · b8 black knight · c8 black bishop · e8 black king · f8 black bishop · h8 black rook · a7 black pawn · b7 black pawn · f7 black pawn · g7 black pawn · h7 black pawn · c6 black pawn · e5 black queen · e4 black knight · d3 white queen · a2 white pawn · b2 white pawn · c2 white pawn · d2 white bishop · f2 white pawn · g2 white pawn · h2 white pawn · c1 white king · d1 white rook · f1 white bishop · g1 white knight · h1 white rook | a8 black rook · b8 black knight · c8 black bishop · e8 black king · f8 black bishop · h8 black rook · a7 black pawn · b7 black pawn · f7 black pawn · g7 black pawn · h7 black pawn · c6 black pawn · e5 black queen · e4 black knight · d3 white queen · a2 white pawn · b2 white pawn · c2 white pawn · d2 white bishop · f2 white pawn · g2 white pawn · h2 white pawn · c1 white king · d1 white rook · f1 white bishop · g1 white knight · h1 white rook | a8 black rook · b8 black knight · c8 black bishop · e8 black king · f8 black bishop · h8 black rook · a7 black pawn · b7 black pawn · f7 black pawn · g7 black pawn · h7 black pawn · c6 black pawn · e5 black queen · e4 black knight · d3 white queen · a2 white pawn · b2 white pawn · c2 white pawn · d2 white bishop · f2 white pawn · g2 white pawn · h2 white pawn · c1 white king · d1 white rook · f1 white bishop · g1 white knight · h1 white rook | 3 |
| 2 | a8 black rook · b8 black knight · c8 black bishop · e8 black king · f8 black bishop · h8 black rook · a7 black pawn · b7 black pawn · f7 black pawn · g7 black pawn · h7 black pawn · c6 black pawn · e5 black queen · e4 black knight · d3 white queen · a2 white pawn · b2 white pawn · c2 white pawn · d2 white bishop · f2 white pawn · g2 white pawn · h2 white pawn · c1 white king · d1 white rook · f1 white bishop · g1 white knight · h1 white rook | a8 black rook · b8 black knight · c8 black bishop · e8 black king · f8 black bishop · h8 black rook · a7 black pawn · b7 black pawn · f7 black pawn · g7 black pawn · h7 black pawn · c6 black pawn · e5 black queen · e4 black knight · d3 white queen · a2 white pawn · b2 white pawn · c2 white pawn · d2 white bishop · f2 white pawn · g2 white pawn · h2 white pawn · c1 white king · d1 white rook · f1 white bishop · g1 white knight · h1 white rook | a8 black rook · b8 black knight · c8 black bishop · e8 black king · f8 black bishop · h8 black rook · a7 black pawn · b7 black pawn · f7 black pawn · g7 black pawn · h7 black pawn · c6 black pawn · e5 black queen · e4 black knight · d3 white queen · a2 white pawn · b2 white pawn · c2 white pawn · d2 white bishop · f2 white pawn · g2 white pawn · h2 white pawn · c1 white king · d1 white rook · f1 white bishop · g1 white knight · h1 white rook | a8 black rook · b8 black knight · c8 black bishop · e8 black king · f8 black bishop · h8 black rook · a7 black pawn · b7 black pawn · f7 black pawn · g7 black pawn · h7 black pawn · c6 black pawn · e5 black queen · e4 black knight · d3 white queen · a2 white pawn · b2 white pawn · c2 white pawn · d2 white bishop · f2 white pawn · g2 white pawn · h2 white pawn · c1 white king · d1 white rook · f1 white bishop · g1 white knight · h1 white rook | a8 black rook · b8 black knight · c8 black bishop · e8 black king · f8 black bishop · h8 black rook · a7 black pawn · b7 black pawn · f7 black pawn · g7 black pawn · h7 black pawn · c6 black pawn · e5 black queen · e4 black knight · d3 white queen · a2 white pawn · b2 white pawn · c2 white pawn · d2 white bishop · f2 white pawn · g2 white pawn · h2 white pawn · c1 white king · d1 white rook · f1 white bishop · g1 white knight · h1 white rook | a8 black rook · b8 black knight · c8 black bishop · e8 black king · f8 black bishop · h8 black rook · a7 black pawn · b7 black pawn · f7 black pawn · g7 black pawn · h7 black pawn · c6 black pawn · e5 black queen · e4 black knight · d3 white queen · a2 white pawn · b2 white pawn · c2 white pawn · d2 white bishop · f2 white pawn · g2 white pawn · h2 white pawn · c1 white king · d1 white rook · f1 white bishop · g1 white knight · h1 white rook | a8 black rook · b8 black knight · c8 black bishop · e8 black king · f8 black bishop · h8 black rook · a7 black pawn · b7 black pawn · f7 black pawn · g7 black pawn · h7 black pawn · c6 black pawn · e5 black queen · e4 black knight · d3 white queen · a2 white pawn · b2 white pawn · c2 white pawn · d2 white bishop · f2 white pawn · g2 white pawn · h2 white pawn · c1 white king · d1 white rook · f1 white bishop · g1 white knight · h1 white rook | a8 black rook · b8 black knight · c8 black bishop · e8 black king · f8 black bishop · h8 black rook · a7 black pawn · b7 black pawn · f7 black pawn · g7 black pawn · h7 black pawn · c6 black pawn · e5 black queen · e4 black knight · d3 white queen · a2 white pawn · b2 white pawn · c2 white pawn · d2 white bishop · f2 white pawn · g2 white pawn · h2 white pawn · c1 white king · d1 white rook · f1 white bishop · g1 white knight · h1 white rook | 2 |
| 1 | a8 black rook · b8 black knight · c8 black bishop · e8 black king · f8 black bishop · h8 black rook · a7 black pawn · b7 black pawn · f7 black pawn · g7 black pawn · h7 black pawn · c6 black pawn · e5 black queen · e4 black knight · d3 white queen · a2 white pawn · b2 white pawn · c2 white pawn · d2 white bishop · f2 white pawn · g2 white pawn · h2 white pawn · c1 white king · d1 white rook · f1 white bishop · g1 white knight · h1 white rook | a8 black rook · b8 black knight · c8 black bishop · e8 black king · f8 black bishop · h8 black rook · a7 black pawn · b7 black pawn · f7 black pawn · g7 black pawn · h7 black pawn · c6 black pawn · e5 black queen · e4 black knight · d3 white queen · a2 white pawn · b2 white pawn · c2 white pawn · d2 white bishop · f2 white pawn · g2 white pawn · h2 white pawn · c1 white king · d1 white rook · f1 white bishop · g1 white knight · h1 white rook | a8 black rook · b8 black knight · c8 black bishop · e8 black king · f8 black bishop · h8 black rook · a7 black pawn · b7 black pawn · f7 black pawn · g7 black pawn · h7 black pawn · c6 black pawn · e5 black queen · e4 black knight · d3 white queen · a2 white pawn · b2 white pawn · c2 white pawn · d2 white bishop · f2 white pawn · g2 white pawn · h2 white pawn · c1 white king · d1 white rook · f1 white bishop · g1 white knight · h1 white rook | a8 black rook · b8 black knight · c8 black bishop · e8 black king · f8 black bishop · h8 black rook · a7 black pawn · b7 black pawn · f7 black pawn · g7 black pawn · h7 black pawn · c6 black pawn · e5 black queen · e4 black knight · d3 white queen · a2 white pawn · b2 white pawn · c2 white pawn · d2 white bishop · f2 white pawn · g2 white pawn · h2 white pawn · c1 white king · d1 white rook · f1 white bishop · g1 white knight · h1 white rook | a8 black rook · b8 black knight · c8 black bishop · e8 black king · f8 black bishop · h8 black rook · a7 black pawn · b7 black pawn · f7 black pawn · g7 black pawn · h7 black pawn · c6 black pawn · e5 black queen · e4 black knight · d3 white queen · a2 white pawn · b2 white pawn · c2 white pawn · d2 white bishop · f2 white pawn · g2 white pawn · h2 white pawn · c1 white king · d1 white rook · f1 white bishop · g1 white knight · h1 white rook | a8 black rook · b8 black knight · c8 black bishop · e8 black king · f8 black bishop · h8 black rook · a7 black pawn · b7 black pawn · f7 black pawn · g7 black pawn · h7 black pawn · c6 black pawn · e5 black queen · e4 black knight · d3 white queen · a2 white pawn · b2 white pawn · c2 white pawn · d2 white bishop · f2 white pawn · g2 white pawn · h2 white pawn · c1 white king · d1 white rook · f1 white bishop · g1 white knight · h1 white rook | a8 black rook · b8 black knight · c8 black bishop · e8 black king · f8 black bishop · h8 black rook · a7 black pawn · b7 black pawn · f7 black pawn · g7 black pawn · h7 black pawn · c6 black pawn · e5 black queen · e4 black knight · d3 white queen · a2 white pawn · b2 white pawn · c2 white pawn · d2 white bishop · f2 white pawn · g2 white pawn · h2 white pawn · c1 white king · d1 white rook · f1 white bishop · g1 white knight · h1 white rook | a8 black rook · b8 black knight · c8 black bishop · e8 black king · f8 black bishop · h8 black rook · a7 black pawn · b7 black pawn · f7 black pawn · g7 black pawn · h7 black pawn · c6 black pawn · e5 black queen · e4 black knight · d3 white queen · a2 white pawn · b2 white pawn · c2 white pawn · d2 white bishop · f2 white pawn · g2 white pawn · h2 white pawn · c1 white king · d1 white rook · f1 white bishop · g1 white knight · h1 white rook | 1 |
|   | a | b | c | d | e | f | g | h |   |

Aron Nimzowitsch đã viết, "Ngay cả vua lười biếng nhất cũng chạy trốn một cách điên cuồng khi đối mặt với đòn chiếu đôi." Bởi vì phản ứng duy nhất có thể xảy ra đối với chiếu đôi là nước đi của vua, nên chiếu đôi thường là một chiến thuật quan trọng. Một ví dụ nổi tiếng trong Réti–Tartakower, Viên 1910, được chơi bởi 1.e4 c6(Phòng thủ Caro-Kann) 2.d4 d5 3.Nc3 dxe4 4.Nxe4 Nf6 5.Qd3 e5?! 6.dxe5 Qa5+ 7.Bd2 Qxe5 8.0-0-0! Nxe4?? 9.Qd8+!! (Thí hậu để chuẩn bị cho một đòn chiếu đôi) Kxd8 10.Bg5++ và Trắng dành chiến thắng với 10...Ke8 11.Rd8# hoặc 10...Kc7 11.Bd8#.